# Чорногорці
Чорногорці (чорн. Црногорци, Crnogorci) — південнослов'янський народ, який становить основну більшість населення Чорногорії (незалежна з 3 червня 2006 року). Загальна чисельність близько 350 тисяч.
Переважна більшість чорногорців сповідує православ'я.

## Чисельність і територія проживання
Загальна чисельність — понад 350 тис. осіб, з них приблизно дві третини — у Чорногорії, решта — в Сербії, Албанії, США, Німеччині тощо. Складності в статистику обрахунку чисельності чорногорців додає те, що і в самій Чорногорії, і особливо в Сербії багато людей як свою національну приналежність називають і сербів, і чорногорців.

## Мова
Чорногорці розмовляють чорногорською та сербською мовами. Писемність на основі кирилиці та латиниці.

## Історія
Щодо етногенезу чорногорців існують різні погляди, часом протилежні — від думки про чорногорців як субетнічну групу сербів (сербські горяни) до погляду на чорногорців як абсолютно окрему націю, що виводить своє походження від слов'янських племен дуклян, що створили в 1042 році державу Дукля (потім Зета).
У 1185 році Зету приєднано до Сербії, а від 1326 року відновлено незалежність. Відтоді Чорногорія діє як окрема державна одиниця, що то приймає протекторат Венеційської республіки, що завадило османському загарбанню (як це сталося з Сербією у 1389 році), то приймає османський протекторат (1496 рік).
У 1516–1852 роках існувала теократична держава Чорногорія, якою правили владики (князі з церковним титулом єпископа). У 1852 році Чорногорія стає світською державою (владика Данило II проголосив себе князем Данилом I; його наступник Нікола І (1841–1921) — королем (1910 рік), що підтримувала дружні стосунки з царською Росією.
Чорногорія брала участь у Балканських війнах 1912 і 1913 років, під час Першої світової війни була окупована австро-угорськими військами; від 1918 року — сербськими. Тоді ж, у 1918 році увійшла до складу новоствореного Королівства сербів, хорватів і словенців (під владою королів Сербії). Уже від 1919 і до 1924 року в Чорногорії спалахнули повстання проти сербської влади.
Під час Другої світової війни на території Чорногорії існували поперемінно то королівство під протекторатом Італії (1941–1943 роки), то німецький окупаційний режим (до 1944 року), потім — під контролем югославських партизанів. Від 1946 року Чорногорія — найменша з шести республік Народної (згодом — Соціалістичної) Федеративної Республіки Югославії.
Офіційно Чорногорія стала незалежною державою 3 червня 2006 року, коли скупщина (парламент) Чорногорії проголосила незалежність республіки.